# Furcifer oustaleti
Furcifer oustaleti (Mocquard, 1894) è un sauro della famiglia Chamaeleonidae, endemico del Madagascar.
L'epiteto specifico è un omaggio al naturalista francese Émile Oustalet (1844–1905).

## Descrizione
Con una lunghezza di oltre 65 cm, può essere considerato, assieme a Calumma parsonii, una delle specie di maggiore taglia della famiglia Chamaeleonidae.

## Biologia
È una specie ovipara.

## Distribuzione e habitat
La specie è comune in tutto il Madagascar. La si può incontrare dal livello del mare sino a 1300 m di altitudine.

## Conservazione
La IUCN Red List classifica F. oustaleti come specie a basso rischio (Least Concern).
La specie è inserita nella Appendice II della Convention on International Trade of Endangered Species (CITES).
È presente in numerose aree naturali protette tra cui il parco nazionale di Andohahela, il parco nazionale di Tsimanampetsotsa, il parco nazionale di Zombitse-Vohibasia e il parco nazionale Tsingy di Bemaraha.